# Mâcre nageante
Pour les articles homonymes, voir châtaigne d'eau.
Trapa natans
Espèce
Synonymes
- Trapa bispinosa Roxb.
- Trapa bicornis Osbeck

Classification APG III (2009)
Statut de conservation UICN

 LC  : Préoccupation mineure
La mâcre nageante (Trapa natans, soit « chausse-trappe flottante » en traduction du nom latin), ou châtaigne d'eau, est une espèce de plantes à fleurs de la famille des Trapaceae ou des Lythraceae, selon la classification phylogénétique. C'est une plante aquatique originaire des régions tempérées et chaudes d'Afrique, d'Asie et d'Europe.
Noms vernaculaires : mâcre nageante, mâcre flottante, châtaigne d'eau, châtaigne aquatique, truffe d'eau, cornes-du-diable, cornelle (Canada), marron d'eau, noix aquatique.
Cette plante ne doit pas être confondue avec Eleocharis dulcis de la famille des Cyperaceae, autre plante aquatique appelée « châtaigne d'eau chinoise», un genre de laîche également cultivée depuis l'antiquité en Chine, dont les cormes sont couramment employés dans la cuisine chinoise.

## Description
C'est une plante aquatique flottante, vivace, localement envahissante, qui pousse dans des étendues d'eau calme ayant jusqu'à 5 m de profondeur.
Les tiges submergées de la mâcre nageante peuvent atteindre de 3 à 6 m de long, longueur variant selon la profondeur du plan d'eau. Elles sont ancrées dans la vase par de très fines racines.
Les feuilles sont de deux types : les feuilles immergées, insérées le long des tiges, sont très finement divisées comme des plumes (ce sont en réalité par leur structure anatomique des racines), tandis que les feuilles nageantes sont entières, alternes et groupées en rosettes.
Les feuilles flottantes, de forme ovoïde ou triangulaire, de 2 à 3 cm de long, ont les bords extérieurs du limbe dentés. Leurs pétioles de 5 à 9 cm sont renflés en leur milieu et se gonflent après la floraison, assurant ainsi une fonction de flotteur pour la rosette et les fruits relativement lourds.
Les fleurs, aériennes, apparaissent isolément à l'aisselle des feuilles au début de l'été et sont pollinisées par les insectes. Elles comptent quatre pétales blancs entiers.
Le fruit est une sorte de noix globuleuse, de forme générale tétraédrique, portant quatre grosses pointes de 5 à 10 mm, issues de la transformation des dents du calice. Ce fruit ne s'ouvre jamais.
La graine, unique, assez grosse, est riche en amidon. Elle peut conserver son pouvoir de germination jusqu'à 12 ans, mais la plupart du temps germe au cours des deux premières années.
La reproduction de la plante se fait soit par les fruits qui germent au fond de l'eau, soit de manière végétative par des fragments de tiges ou de rosettes qui peuvent s'enraciner facilement. La dispersion est assurée par divers moyens, par le courant ou par des animaux, oiseaux par exemple.

### Sous-espèces
- Trapa natans var. bispinosa (Roxb.)
- Trapa natans var. natans L.

## Distribution, habitats
Cette espèce est originaire de régions suivantes :
- Afrique : Afrique du Nord, Afrique tropicale du Soudan au Natal.
- Asie : de la Turquie à la Chine et au Japon ainsi que dans le sous-continent indien et en Indochine.
- Europe méridionale et centrale : de la Camargue aux bouches du Danube et de la Doñana aux bouches de la Maritsa.

Selon Joseph Roques (dans son Nouveau traité des plantes usuelles, spécialement appliqué à la médecine domestique, et au régime alimentaire de l’homme sain ou malade, tome I, publié en 1837), « cette plante croit dans les rivières basses, dans les lacs, dans les étangs, dans les fossés pleins d’eau. On la trouve dans les bassins de Versailles ».
Elle est aujourd'hui devenue rare en France (cependant attestée endémique de l'Étang de Léon depuis avant les année 1970), mais semble s'être naturalisée dans une grande partie du monde. Introduite en Amérique du Nord vers 1874, elle s'est échappée des cultures dans la partie orientale des États-Unis, où elle est devenue une plante envahissante, du Vermont à la Virginie[réf. souhaitée].

## Utilisation
La châtaigne d'eau est cultivée en Chine depuis au moins 3000 ans pour ses graines, consommées après avoir été bouillies, grillées ou réduites en pulpe.
Des études archéologiques ont trouvé des quantités importantes des châtaignes d'eau qui indiquent un emploi répandu dans l'alimentation depuis le Néolithique voire avant ; c'est en particulier le cas en Europe orientale. Du matériel archéologique du sud de l'Allemagne suggère que la population préhistorique de cette région faisait une consommation importante de châtaignes d'eau sauvages en complément de son alimentation courante. En cas de mauvaises récoltes, la châtaigne d'eau aurait même pu constituer la base de l'alimentation.
En Europe, et en France plus particulièrement, cette plante faisait encore partie des plantes potagères au XIXe siècle. L'on mangeait les fruits « crus, ou cuits dans l'eau ou sous la cendre », car la pulpe blanche était réputée « assez agréable au goût. ».
Cette plante peut transmettre la grande douve de l'intestin, Fasciolopsis buski (si elle est consommée crue).

## Calendrier républicain
Le nom de la mâcre est attribué au 12e jour du mois de brumaire du calendrier républicain ou révolutionnaire français, généralement chaque 2 novembre du calendrier grégorien.

## Galerie

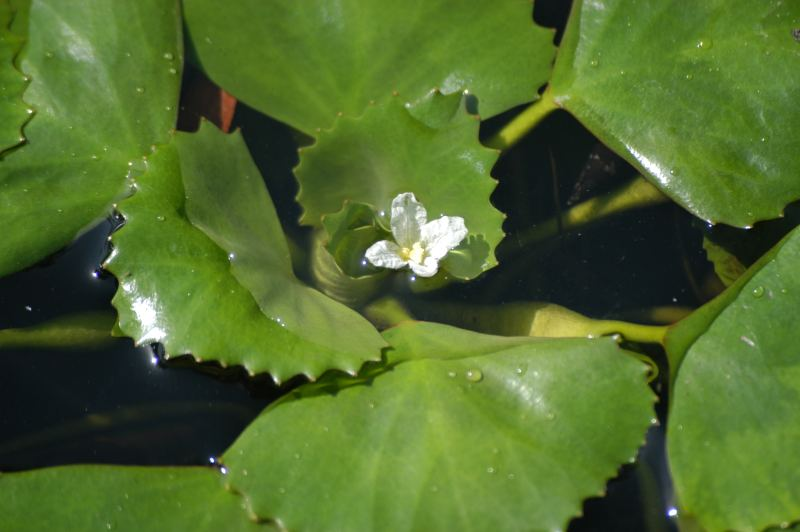
Fleur.
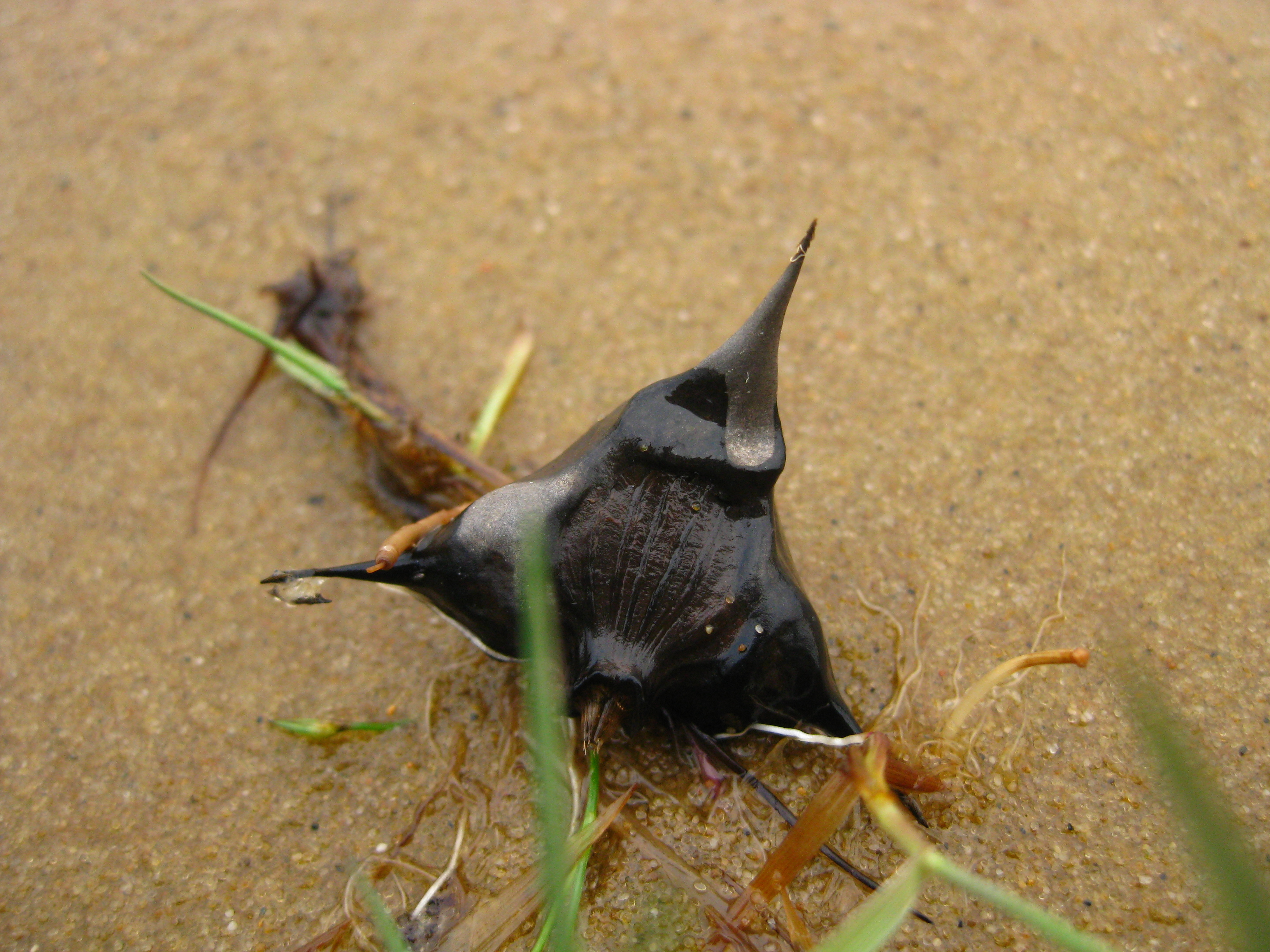
Fruit.